# OID
OID, Object identifier — механизм идентификатора, стандартизированный Международным союзом электросвязи (ITU) и ISO/IEC для именования любого объекта, понятия или «вещи» с помощью однозначного в глобальном масштабе постоянного имени.

## Синтаксис и лексика
OID соответствует узлу в «дереве OID» или иерархии, которая формально определена с использованием стандарта OID ITU X.660. Корень дерева содержит следующие три ветки:
0: МСЭ
1: ISO
2: общая ISO и МСЭ
Каждый узел в дереве представлен серией целых чисел, разделенных точками, что соответствует пути от корня через серию узлов-предков к узлу. Таким образом, OID, обозначающий корпорацию Intel, выглядит следующим образом:
1.3.6.1.4.1.343 соответствует следующему пути через дерево OID:
1 ISO,
1.3 идентифицирующая организация,
1.3.6 DoD,
1.3.6.1 интернет,
1.3.6.1.4 частный,
1.3.6.1.4.1 Номера предприятий IANA,
1.3.6.1.4.1.343 Корпорация Intel
Также обычно можно увидеть текстовое представление путей OID;
Например, iso.identified-organization.dod.internet.private.enterprise.intel
Каждый узел в дереве контролируется назначающим органом, который может определять дочерние узлы под узлом и делегировать полномочия на назначение для дочерних узлов. Продолжая пример, номера узлов под корневым узлом «1» назначаются ISO; узлы под «1.3.6» назначаются Министерством обороны США; узлы под «1.3.6.1.4.1» назначаются IANA; узлы под «1.3.6.1.4.1.343» назначаются корпорацией Intel и т. д..

## Использование
В компьютерной безопасности OID служат для именования почти всех типов объектов в сертификатах X.509, таких как компоненты Distinguished Names, CPS и т. д.
В схемах и протоколах X.500 и LDAP идентификаторы OID уникальны для каждого типа атрибута и класса объекта, а также других элементов схемы.
В простом протоколе управления сетью (SNMP) каждый узел в информационной базе управления (MIB) идентифицируется OID.
IANA присваивает номера частных организаций (PEN) компаниям и другим организациям в узле 1.3.6.1.4.1. OID вниз по дереву от них являются одними из наиболее часто встречающихся; как примеры можно привести их употребление в SNMP MIB, атрибутах LDAP и как подопциях поставщика в протоколе динамической конфигурации хоста (DHCP).
В Соединенных Штатах Health Level Seven (HL7), организация по разработке стандартов в области электронного обмена данными о здравоохранении, является уполномоченным органом c адресом узла 2.16.840.1.113883 (joint-iso-itu-t.country.us). .organization.hl7). HL7 ведет собственный реестр OID, и по состоянию на 1 декабря 2020 года он содержал почти 20 000 узлов, большинство из которых находятся в корневом каталоге HL7.
DICOM использует OID.
Центры по контролю и профилактике заболеваний используют OID для управления множеством сложных наборов значений или «словарей», используемых в системе доступа и распространения словаря (VADS) Информационной сети общественного здравоохранения (PHIN).
В COM и DCOM от Microsoft OBJREF имеют поле идентификатора объекта (OID).

## OID в PostgreSQL
OID в PostgreSQL не совпадают по структуре и характеру употребления с OID, определёнными МСЭ и ITU/IEC. Их название омонимично, фактически это просто постоянные идентификаторы объекта, являющиеся четырёхбайтным целым числом.